# のと鉄道NT200形気動車
のと鉄道NT200形気動車（のとてつどうNT200がたきどうしゃ）は、2005年（平成17年）3月に4両、同年10月に3両、計7両が製造されたのと鉄道の気動車である。
2005年3月25日に営業運転を開始した。

## 概要
のと鉄道開業時から使用されていたNT100形の代替として、高性能化、省エネルギー化、バリアフリー、保守容易化をねらい、2005年（平成17年）3月にNT201 - NT204の4両、10月にNT211 - 213の3両、計7両が製造された。従来車に対して車体長が2 m延長され、従来3両編成で運転されていた列車を2両編成とすることで運用車両数の削減が図られた。金沢駅乗り入れを想定し、各種装備が取り付けられるよう準備が行われている。2005年3月製造の車両と、2005年10月製造の車両では座席配置が異なる。

## 車体

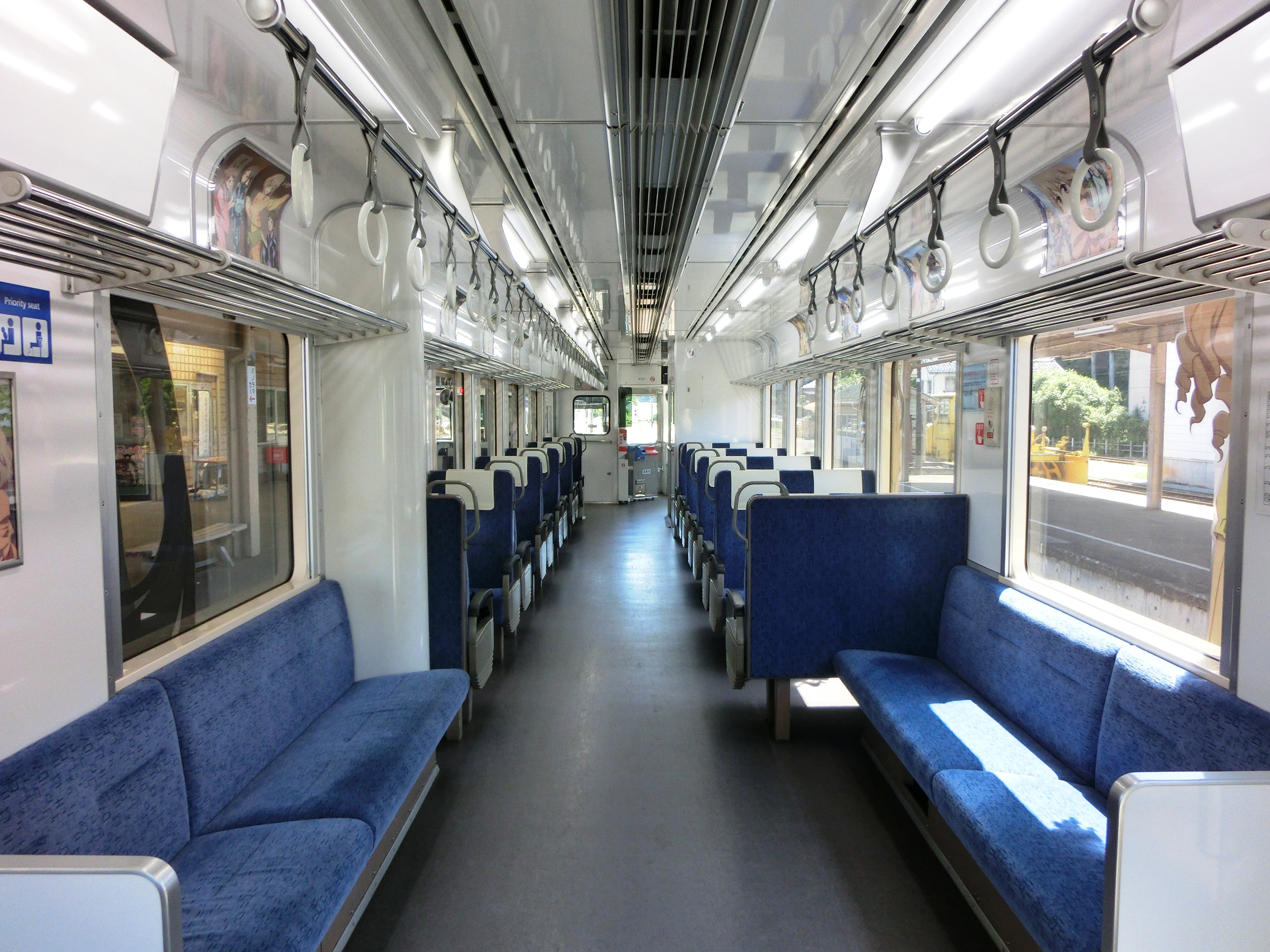
1次車の車内（NT201）

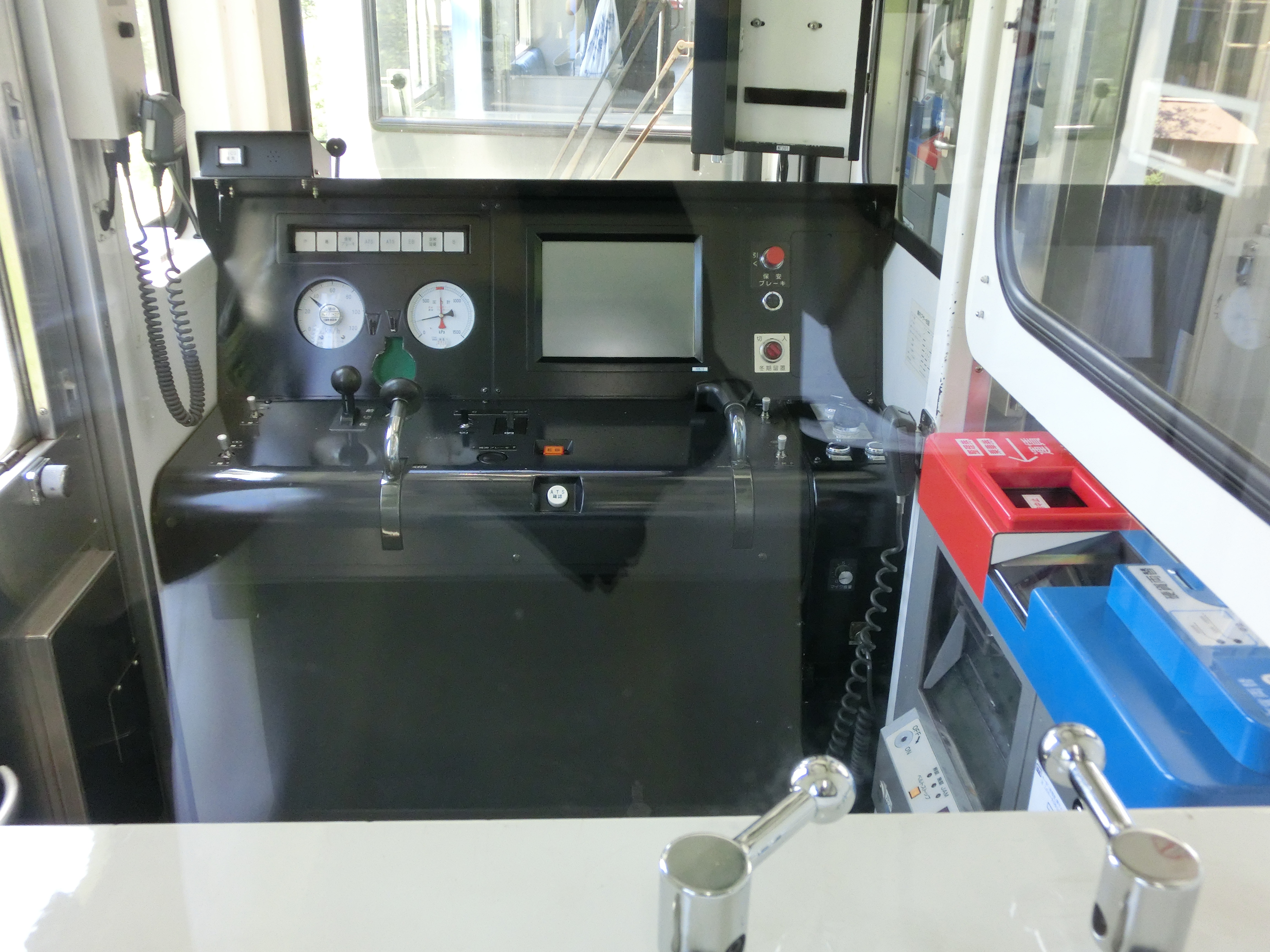
運転台（NT201）

車体は普通鋼製、正面貫通構造の両運転台式である。側窓は視界を広く取るため固定式となり、JIS R 3213準拠の強化ガラス及び合わせガラスが採用された。ホーム高さが低いため、客用扉にはステップが設けられた。車体色は従来のオレンジ色から能登の海をイメージした青を基調に、窓下と乗務員ドア部分を白に変更した。
2005年製造の4両には4人掛け、シートピッチ1,620 mmのボックスシート4組、同じシートピッチの2人掛けボックスシート5組と多目的トイレが設けられ、それ以外のスペースにはロングシートを備える。2006年製造の3両では2人掛けボックスシートが4人掛けに変更された。

## 走行装置
エンジンは、 カミンズ製N14R（257 kW / 2,000 rpm）を1基搭載、動力は変速1段・直結3段のTACN-33-1603変速機を介して台車に伝達される。補器類は軸駆動とすることでベルト類を廃止した。前位側台車は2軸駆動の動台車NF01B、後位側は従台車NF01BTで、いずれもボルスタレス式の空気ばね台車である。制動装置は電気指令式空気ブレーキが採用された。制輪子の凍結を防ぐため、動力台車には冬季留置ブレーキが設けられた。

## 空調装置・電気装置
車両制御は多重伝送で行われ、配線数の削減が行われた。冷房装置は新冷媒対応、ベルトレスのものが、暖房は機関排熱を利用した温風式のものが採用された。

## 車歴
| 車両番号 | 製造           |
| -------- | -------------- |
| 201      | 2005年2月1日   |
| 202      | 2005年2月1日   |
| 203      | 2005年2月1日   |
| 204      | 2005年2月1日   |
| 211      | 2005年10月26日 |
| 212      | 2005年10月26日 |
| 213      | 2005年10月26日 |

## ラッピング
2012年（平成24年）以降、NT200形の一部車両にラッピングが施されて運行されており、運転時刻はのと鉄道ホームページに公開されている。

### 「永井豪キャラクター」ラッピング列車

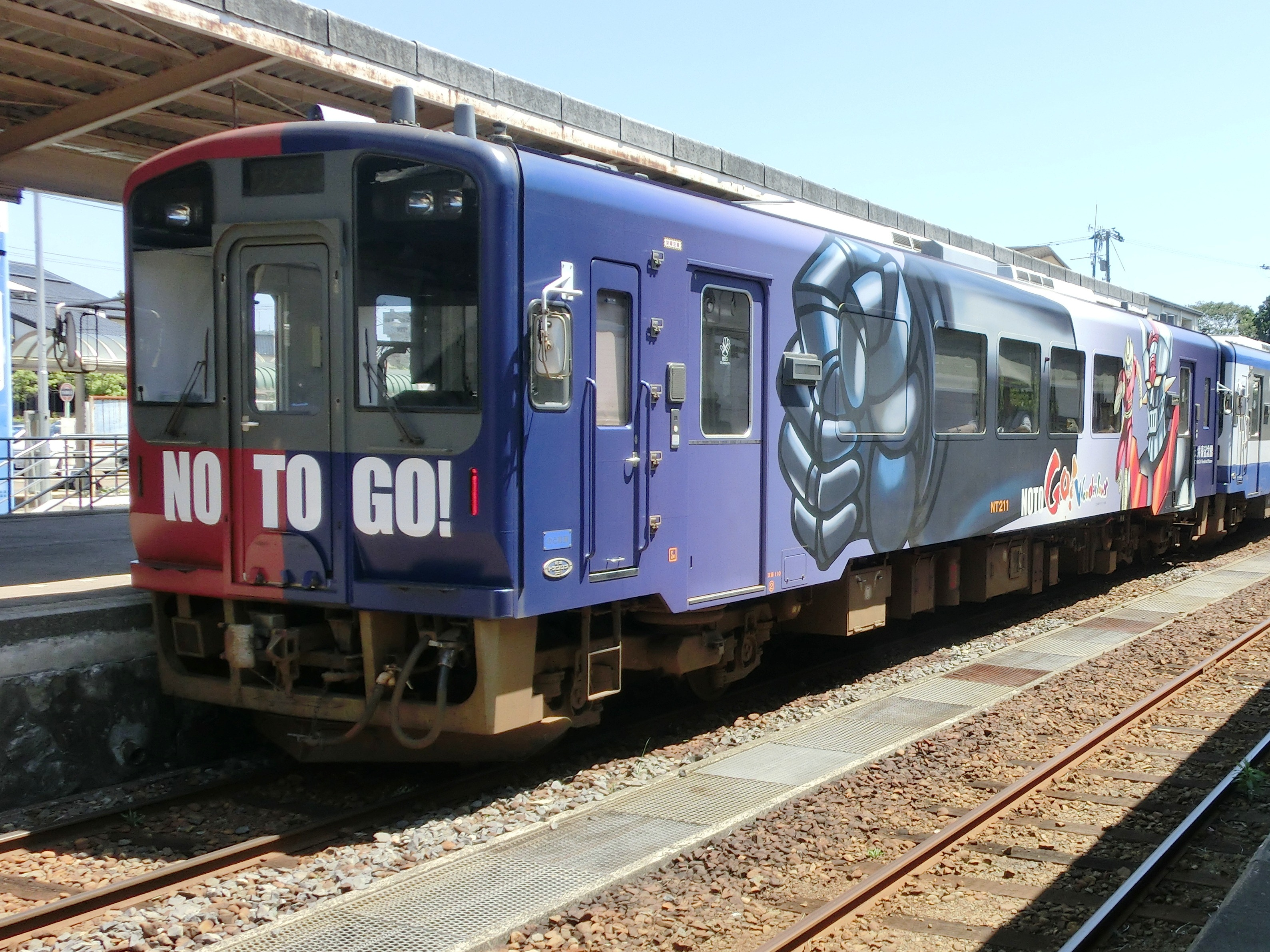
NT211 「永井豪キャラクター」ラッピング列車。写真に映っているラッピングキャラクターはマジンガーZ

2012年（平成24年）3月10日よりNT211号車がかつてのと鉄道の沿線だった輪島市出身の漫画家永井豪の漫画作品である『マジンガーZ』『デビルマン』『キューティーハニー』が描かれたラッピング車両となっていたが、2019年（平成31）年に運行を終了し通常塗装に戻された。

### 「花咲くいろは」ラッピング列車
2012年（平成24年）3月24日から2014年（平成26年）10月13日まで、NT201が「花咲くいろは」ラッピング車両とされていた。2013年（平成25年）3月9日からNT202が「劇場版 花咲くいろは HOME SWEET HOME」ラッピング車両となっている。2014年（平成26年）8月1日から2016年（平成28年）10月11日までNT203がP.A.WORKS制作の『true tears』『花咲くいろは』『グラスリップ』のヒロインが描かれた「花咲くいろは」ラッピング3号車となっていた。2016年（平成28年）10月8日から、NT203に代わってNT204にラッピングが施された。

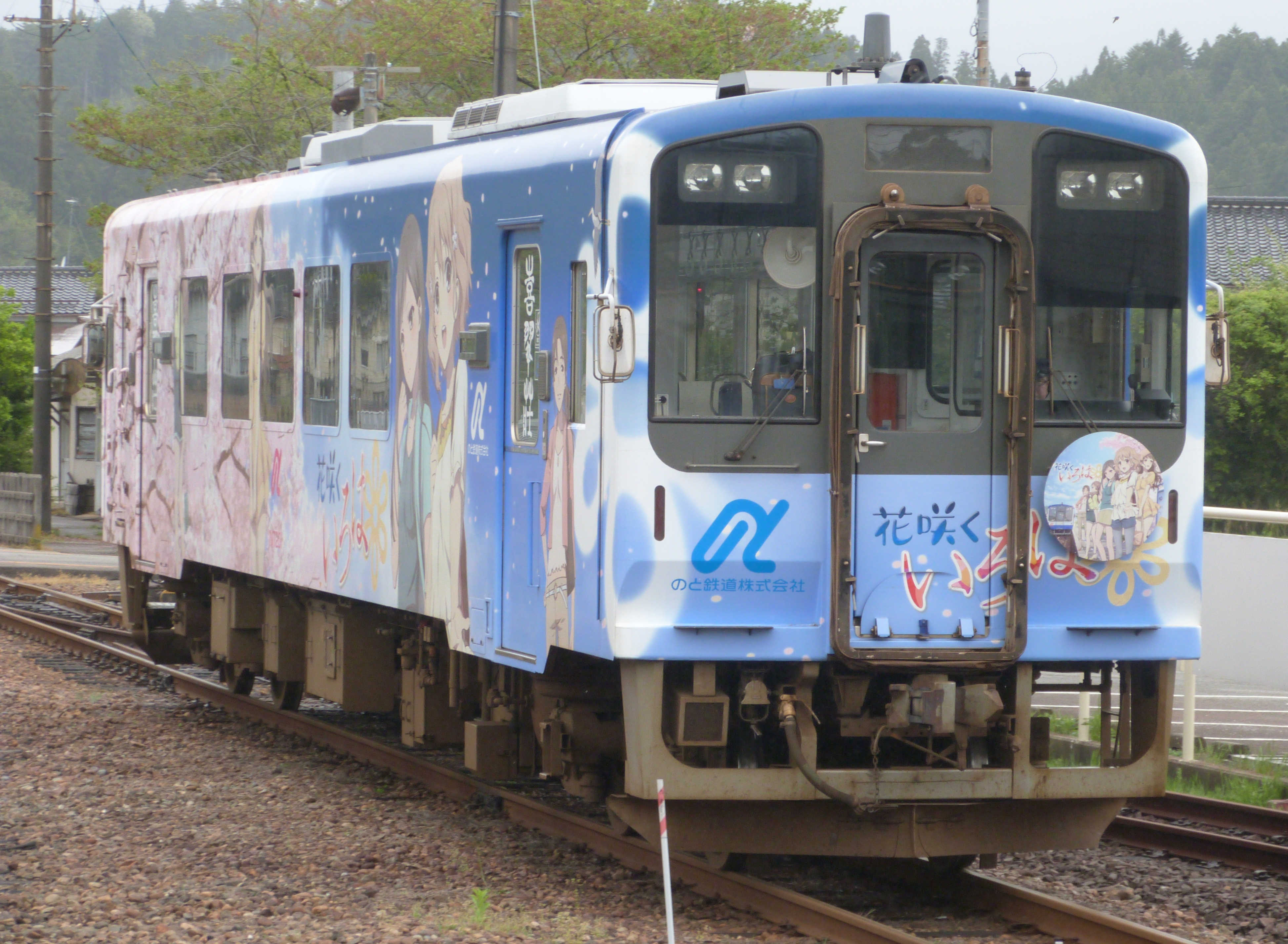
NT201「花咲くいろは」ラッピング車両
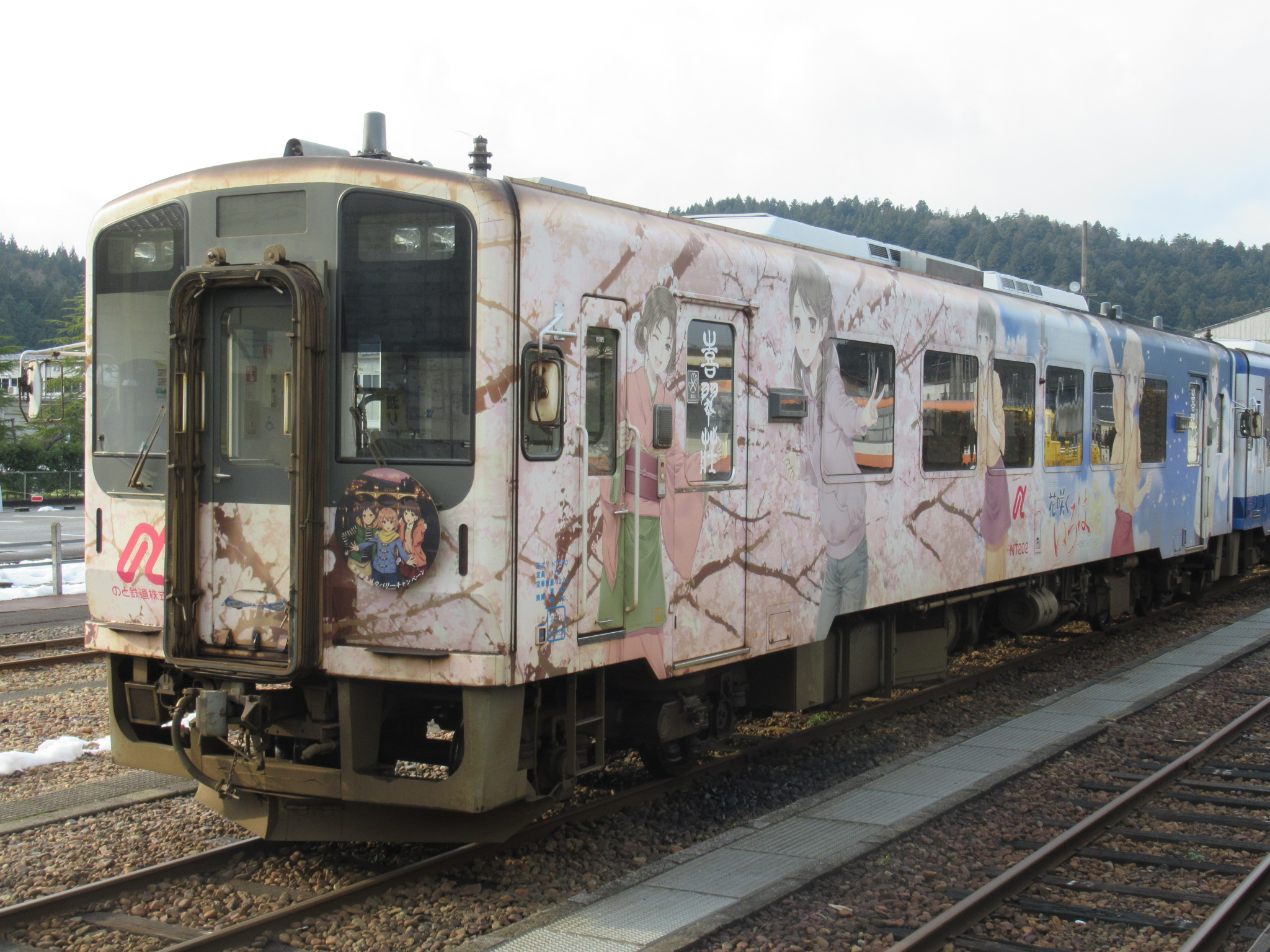
NT202「劇場版　花咲くいろは」ラッピング車両
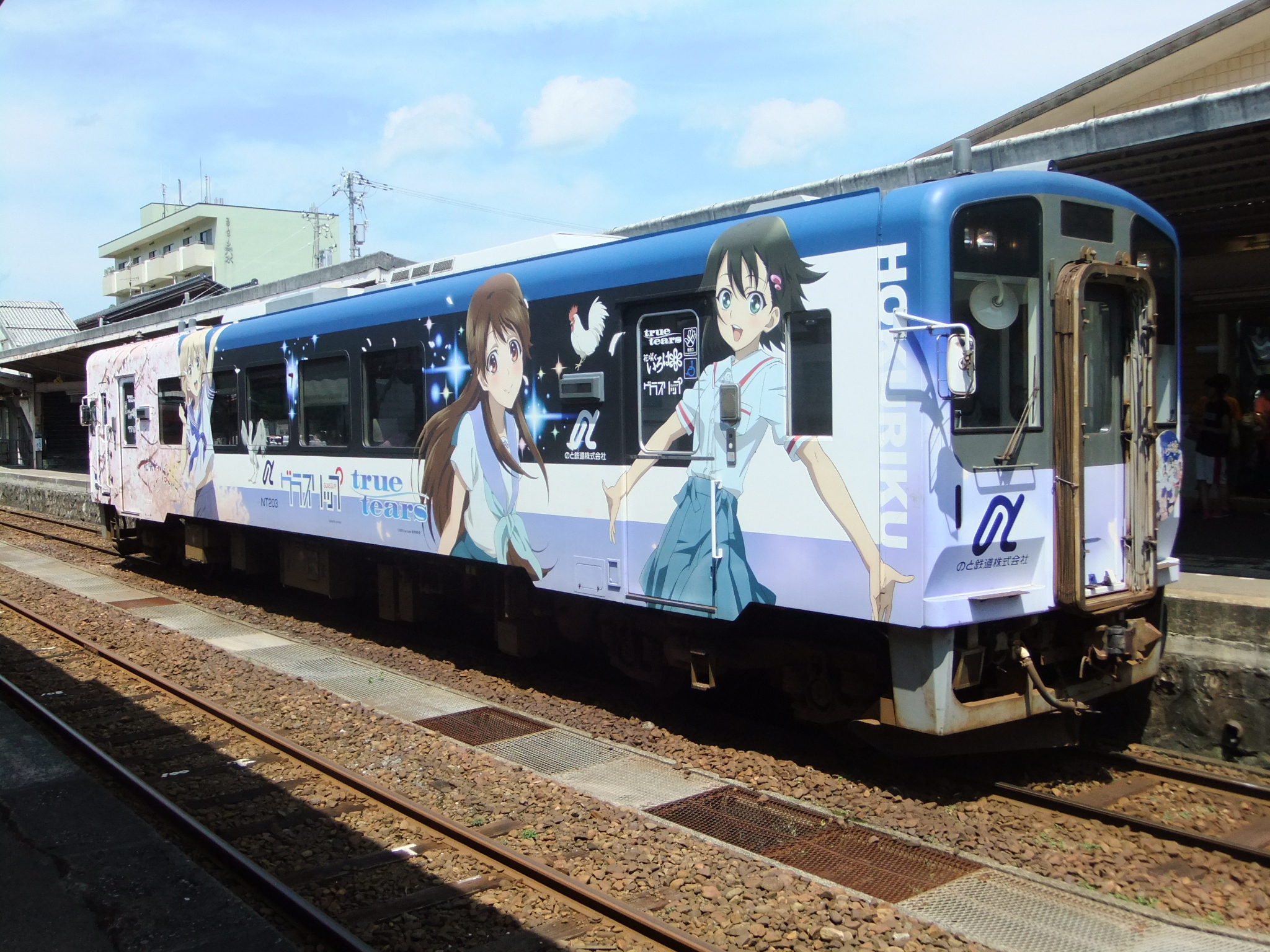
NT203「花咲くいろは」ラッピング車両3号車
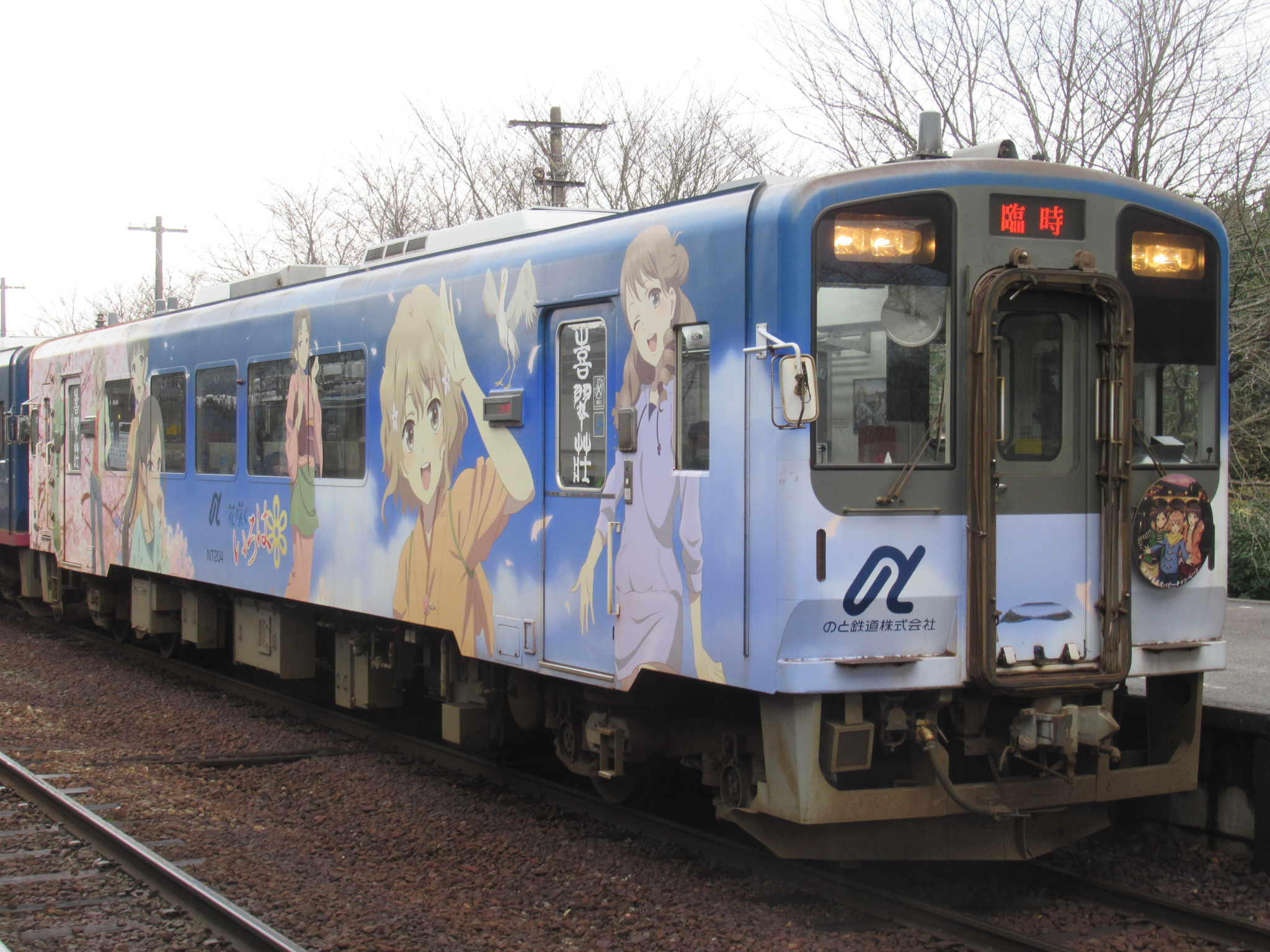
NT204「花咲くいろは」ラッピング車両3号車(改)

### 雑誌記事
- 『鉄道ピクトリアル』通巻767号「鉄道車両年鑑2005年版」（2005年10月・電気車研究会）
  - 岸上 明彦「2004年度 民鉄車両動向」 pp. 90-113
  - のと鉄道（株）運輸区 沖崎 直樹「のと鉄道 NT200形」 pp. 160-161
  - 「民鉄車両諸元表」 pp. 186-191
  - 「各社別新造・改造・廃車一覧」 pp. 214-229
- 『鉄道ピクトリアル』通巻781号「鉄道車両年鑑2006年版」（2006年10月・電気車研究会）
  - 岸上 明彦「2005年度 民鉄車両動向」 pp. 118-140
  - 「各社別新造・改造・廃車一覧」 pp. 205-220

### Web資料
- “【のと鉄道】永井豪キャラクターラッピング列車登場”.   鉄道ホビダス (2012年3月12日). 2017年1月28日閲覧。
- “のと鉄道NT201に「花咲くいろは」ラッピング”.   railf.jp (2012年3月25日). 2017年1月28日閲覧。
- “のと鉄道NT202に「劇場版 花咲くいろは HOME SWEET HOME」ラッピング”.   railf.jp (2013年3月11日). 2017年1月28日閲覧。
- “【のと鉄道】「P.A.WORKS」北陸アニメ作品ラッピング車輌登場”.   鉄道ホビダス (2014年8月1日). 2017年1月28日閲覧。
- “のと鉄道株式会社 TOP”.   のと鉄道. 2017年1月29日閲覧。
- “ラッピング列車時刻表”.   のと鉄道. 2017年1月29日閲覧。